# Kathryn Plummer
Kathryn Rose Plummer (* 16. Oktober 1998 in Long Beach, Kalifornien) ist eine US-amerikanische Volleyballspielerin. Seit 2020 spielt sie in Japan für Denso Airybees. Seit 2019 gehört sie zum Kader der US-amerikanischen Nationalmannschaft.

## Vereinskarriere
Kathryn Plummer wuchs in Aliso Viejo in Kalifornien auf und besuchte dort die Aliso Niguel High School, wo sie in der Schulmannschaft Volleyball spielte. Im Jahr 2016 schloss sie die High School ab und ging an die Stanford University, wo sie im Volleyball für die Universitätsmannschaft aktiv war. Direkt im ersten Jahr gewann sie gemeinsam mit ihrer Mannschaft die NCAA-Meisterschaft nach einem 3:1-Sieg gegen die University of Texas at Austin. Bereits während der Saison wurde sie von der American Volleyball Coaches Association als „National Freshman of the Year“ ausgezeichnet. In der darauffolgenden Saison verpasste sie gemeinsam mit ihrer Mannschaft nach einer 2:3-Niederlage im Halbfinale gegen die University of Florida das Finale. Trotzdem wurde sie von der American Volleyball Coaches Association als „National Player of the Year“ ausgezeichnet.
Im Jahr 2018 konnte sie sich gemeinsam mit der Mannschaft von der Stanford University die zweite NCAA-Meisterschaft sichern. Im Finale besiegte die Mannschaft aus Stanford die University of Nebraska-Lincoln mit 3:2. Wie im Vorjahr wurde Plummer als „National Player of the Year“ von der American Volleyball Coaches Association ausgezeichnet. Zudem wurde sie gemeinsam mit ihrer Teamkollegin Morgan Hentz als „Most Outstanding Player“ von der NCAA ausgezeichnet. Im Januar 2019 erhielt sie den Honda Sports Award im Bereich Volleyball. Für die Saison 2018 wurde sie zudem am 16. April 2019 mit dem James E. Sullivan Award ausgezeichnet. Nach Lauren Carlini war sie erst die zweite Volleyballspielerin, welche mit dieser Auszeichnung geehrt wurde.
Im letzten College-Jahr von Plummer sicherte sich die Mannschaft aus Stanford erneut die NCAA-Meisterschaft mit einem klaren 3:0-Sieg über die University of Wisconsin–Madison. Weil Plummer in der Saison zehn Spiele aufgrund einer Verletzung verpasste, erreichte sie nicht die Voraussetzungen für einige Auszeichnungen. Nichtsdestotrotz wurde sie mit dem Senior Class Award von der NCAA im Bereich Volleyball ausgezeichnet. Zudem wurde sie erneut als „Most Outstanding Player“ von der NCAA geehrt.
Am 30. Dezember 2019 unterzeichnete Plummer bei Saugella Monza in Italien ihren ersten Profivertrag. Ihr Debüt für ihren neuen Verein gab sie am 19. Januar 2020 als Einwechselspielerin bei der 2:3-Niederlage gegen Volley Bergamo in der „Serie A“ und konnte neun Punkte beisteuern. Am 29. Januar 2020 war sie beim Viertelfinale der „Coppa Italia“ beim 3:1-Sieg gegen AGIL Volley Novara Topscorerin ihrer Mannschaft. Durch diesen Sieg zog die Mannschaft von Saugella Monza zum zweiten Mal in ihrer Geschichte in das Final-Four der Coppa Italia ein, wo sie im Halbfinale 0:3 gegen Yamamay Busto Arsizio verloren. Plummer kam für Monza auch international zum Einsatz. Am 5. Februar wurde sie bei der 1:3-Niederlage gegen VK Dynamo Kasan im CEV-Pokal eingesetzt. Nach der 0:3-Hinspielniederlage schied Monza aus dem Wettbewerb aus.
Nach der Saison 2019/20 verließ Plummer Saugella Monza und Italien und wechselte nach Japan zu Denso Airybees. Nach einem Jahr kehrte sie nach Italien zurück und schloss sich bis 2024 Imoco Volley Conegliano an. 2024 wechselte sie zu Eczacıbaşı Istanbul.

## Nationalmannschaftskarriere
Für den Pan-American Volleyball Cup 2019 wurde Plummer erstmals für die US-amerikanische Nationalmannschaft nominiert. Ihr Debüt gab sie beim 3:0-Sieg gegen die Mannschaft von Trinidad und Tobago im zweiten Gruppenspiel. Mit der US-amerikanischen Mannschaft konnte Plummer den Wettbewerb gewinnen und sich für die Panamerikanischen Spiele 2019 in Lima qualifizieren, bei denen sie den siebten Platz belegte. 2024 holte sie bei den Olympischen Spielen in Paris die Silbermedaille.

## Auszeichnungen
- Senior CLASS Award (2019)[10]
- Honda Sports Award (2019)[7]
- James E. Sullivan Award (2019)[8]
- AVCA National Player of the Year (2017, 2018)[4]
- AVCA National Freshman of the Year (2016)[3]
- NCAA Most Outstanding Player (2018, 2019)[6][11]